# جاك فورست
جاك فورست (بالإنجليزية: Jack Forrest)‏ (1878 في المملكة المتحدة - ) هو لاعب كرة قدم بريطاني (وحمل سابقاً جنسية المملكة المتحدة لبريطانيا العظمى وأيرلندا) في مركز الهجوم. لعب مع برادفورد سيتي وستوك سيتي ونادي ماذرويل وهاميلتون أكاديميكال.